# 102/45 Mod. 1917
Il cannone da 102/45 Mod. 1917 era un cannone navale e contraereo italiano, impiegato dalla prima alla seconda guerra mondiale.

## Storia
Il 102/45 era una copia del cannone inglese QF 4 in Mk. V: durante la Grande Guerra infatti il Regno Unito fornì al Regno d'Italia il pezzo n. 974 come modello. Destinato ai cacciatorpediniere della Regia Marina, fu realizzato in tre diversi impianti navali: la Armstrong di Pozzuoli realizzò il 102/45 Schneider-Armstrong Mod. 1917 singolo ed il 102/45 Schneider-Armstrong Mod. 1919 binato, che però ebbe scarso successo; la stessa bocca da fuoco equipaggiava anche l'impianto singolo 102/45 Schneider-Canet Mod. 1917. Tra le due guerre, il pezzo venne sostituito come cannone imbarcato dal 120/45. I pezzi da 102 mm sbarcati vennero muniti di nuovo affusto antiaereo Mod. 1936 e trasferiti alla Milizia per la difesa controaerea territoriale (DICAT). Rimasero in servizio nella milizia fino alla fine della seconda guerra mondiale.

## Tecnica

### Bocca da fuoco
La canna era in acciaio, con otturatore a cuneo orizzontale. La rigatura era destrorsa costante a 32 rilievi. La manovra era a tiro rapido, poiché impiegava cartocci-granata con bossolo metallico. La bocca da fuoco era incavalcata su una culla a manicotto, con due cilindri del freno di sparo idraulico posizionati superiormente ed il recuperatore inferiormente. L'impianto binato utilizzava una culla unica per entrambe le canne. Gli impianti singoli utilizzavano affusti a piedistallo, mentre quello binato utilizzava un affusto a piattaforma. La cadenza di tiro era di 7 colpi al minuto.

### Impianti
| Tipo di impianto                         | Modello                       | Peso      | Elevazione | Classi di navi                                                   |
| Affusto singolo a piedistallo scudato    | Schneider-Armstrong Mod. 1917 | 4 600 kg  | -5°/+35°   | classe Generali, classe Palestro, classe La Masa, classe Sirtori |
| Affusto singolo a piedistallo scudato    | Schneider-Canet Mod. 1917     | ND        | -5°/+30°   | classe Mirabello, classe Poerio (dal 1918)                       |
| Affusto binato a piattaforma scudato     | Schneider-Armstrong Mod. 1919 | 10 000 kg | -5°/+35°   | classe Curtatone (6×2),                                          |
| Affusto singolo contraereo a piedistallo | Mod. 1936                     | ND        | -5°/+85°   | installazione fissa per DICAT                                    |